# Filmtrailer.hu
A Filmtrailer.hu filmes portál 2009. májusában jött létre. Az oldal napi rendszerességgel beszámol a filmvilág híreiről, az előzetesekről, poszterekről és képekről, valamint hónapokkal előrevetítve az aktuális mozi és DVD megjelenésekről.
Az oldalon kategóriákra bontva lehet böngészni a cikkek között, a főbb kategóriák:  
- Film:  film adatlapok információkkal, képekkel, tartalommal és videókkal a keresett alkotásról.
- Trailer: az előzetesek eredeti angol vagy magyar változata.
- Filmhírek
- Képek
- Kritika

## Látogatottsági adatok
- 2010-ben összesen 2184 bejegyzés született, ez napi szinten átlagosan 6.
- 2 389 417 látogatója volt az oldalnak, akik összesen 6 807 491 oldalletöltést produkáltak.
- Az átlagos látogató közel 2,5 percet tölt az oldalon és 2,85 oldalt néz meg.
- a visszafordulási arány 60% alatti

(Forrás: Google Analitics)

## Külső hivatkozások
- Filmtrailer.hu